# The River (canción de Liam Gallagher)
«The River» es una canción de Liam Gallagher. Fue lanzada el 27 de junio de 2019 como segundo sencillo de su segundo álbum Why Me? Why Not. y fue coescrito por Gallagher junto con el cantante de Miike Snow, Andrew Wyatt, quien también coescribió el primer sencillo, «Shockwave», así como varias canciones del álbum debut de Liam Gallagher, As You Were (2017). De acuerdo con Daily Star, "Liam Gallagher y Andrew Wyatt han establecido una relación bastante estrecha a lo largo del tiempo en el cual han trabajado juntos. Él lo ayudó a escribir «Paper Crown» y «Chinatown», pero también es el autor la mayoría de los temas de Miley Cyrus, entre los cuales se encuentran Wrecking Ball". Por otro lado, "The River" ha sido descrito como "un potencial himno para sus conciertos".
The River muestra, asimismo, la tendencia de Liam Gallagher de no querer alejarse del ritmo característico y plenamente primario de Oasis, lo que convirtió a Liam Gallagher en una especie de gurú del britpop. Oscar Adame describió la canción como "un rock-pop intenso que contiene un riff de guitarra repleto de una reverberancia setentera, muy adecuada para fungir como el acto de apertura de la nueva gira de The Who".

## Composición
Liam Gallagher ingresó al estudio acompañado de Andrew Wyatt, quien había escrito varias canciones para el próximo álbum de Miley Cyrus, pero que habían sido rechazadas por la cantante, ya que sentía que no encajaban en su nuevo disco. Fue la misma Miley Cyrus la que señaló que algunos de esos tracks podrían funcionar para Liam Gallagher.

## Videoclip
El vídeo musical de "The River" fue publicado en YouTube el 27 de junio de 2019. El vídeo fue rodado en Mánchester. El vídeo está protagonizado por un joven británico de, aparentemente, clase media baja que interpreta a una suerte de alter ego de Liam Gallagher. Al protagonista del vídeo se le ve deambulando por las calles mancunianas hasta que, hacía el final, se topa con un póster que anuncia la llegada del nuevo material de Liam Gallagher